# Home again
home again（ホーム・アゲイン）はthe★tambourinesの3枚目のアルバム。

## 内容
約7ヶ月ぶりの本作は「everything is nothing」以外は大賀好修がギターを担当しており、「everything is nothing」及び「anyway」を除く全曲は自作曲である。

## 収録曲
1. home again
作詞・作曲：松永安未　編曲：麻井寛史
2. ミエナイ明日
作詞：松永安未　作曲・編曲：麻井寛史
3. あわゆき
作詞・作曲：松永安未　編曲：麻井寛史
4. everything is nothing
作詞：松永安未　作曲：輝門　編曲：小林哲
5. jumping on the running train
作詞：松永安未　作曲・編曲：麻井寛史
6. your hands
作詞：松永安未　作曲・編曲：麻井寛史
7. spirit beat
作詞：松永安未　作曲・編曲：麻井寛史
8. anyway
作詞：松永安未　作曲：三好誠　編曲：麻井寛史

## 参加ミュージシャン
- 大賀好修 - ギター
- 三好誠 - ギター